# Дешам, Адольф
Адольф Дешан (фр. Adolphe Deschamps; 18 июня 1807, Мелле, Бельгия  — 19 июня 1875, Манаж, Бельгия) — бельгийский политик, католический государственный деятель, издатель, журналист, писатель и редактор.

## Биография
Сын директора школы. Брат Виктора-Огюста-Исидора Дешама,кардинала, архиепископа мехельнского, одного из вождей ультрамонтанской партии в Европе, бывшего на ватиканском соборе 1869—1870 г. горячим защитником папской непогрешимости.
Под руководством отца изучал математику и философию.
Около 1830 года занялся активной политической деятельностью. Стал известен, как публицист католической партии. В 1834 году избирался в палату представителей Бельгии, где его ораторский талант вскоре обеспечил ему видное место. Выступал против заключения Лондонского договора 1839 года.
Сыграл ведущую роль в принятии законопроекта об начальном образовании. До 1842 года в Бельгии не было начальных государственных школ, хотя было множество школ, организованных под руководством духовенства. В одном из положений нового законопроекта было предусмотрено, что религиозное обучение должно составлять важную часть государственного образования и находиться под контролем духовенства.
В 1837 г. вместе с П. Де Деккером был основателем и издателем католической газеты «La Revue de Bruxelles».
Был первым заместителем и губернатором Люксембурга (1842—1843). Дважды с 1843 по 1847 год занимал важные посты в правительстве: был министром общественных работ, затем в правительстве Бартелеми де Тё де Мейландта — министром иностранных дел. В  июне 1856 года был назначен государственным министром.
После победы либералов (1847) ушёл в оппозицию, стал лидером католического меньшинства в Палате представителей и сохранял эту должность в течение нескольких лет. В 1864 году ушел из политики и занялся финансовой деятельностью, но его предприятия оказались безуспешными.

## Избранные сочинения
- Le second Empire (Brussels, 1859);
- Le second Empire et l'Angleterre (Brussels, 1865);
- Jules César; l'empire jugé par l'empereur (Brussels, 1865);
- La France et l'Allemagne (Brussels, 1865);
- La Convention de Gastein (Brussels, 1865);
- Les partis en Belgique et le nouveau règne (Brussels, 1866);
- L'école daBs ses rapports avec l'Eglise, l'Etat et la liberté (Brussels, 1869);
- Le prince de Bismarck et l'entrevue des trois empereurs (Brussels, 1873).

## Награды
- Великий офицер Ордена Леопольда I
- кавалер большого креста Ордена Почётного легиона
- Орден Красного орла 1-й степени
- Орден Святого Михаила
- Великий офицер Ордена Святых Маврикия и Лазаря
- Рыцарь Великого креста Ордена Нидерландского льва
- Большой крест Ордена Золотого льва Нассау